# VIBES
《VIBES》는 2008년 7월 30일 발매한 V6의 DVD 싱글이다. 공식적인 음반이지만, 일반 싱글과는 다르게 분류한다.

## 설명
- DVD싱글이란 일반 오디오 싱글(CD)에 DVD를 넣어서 제작하는 싱글이다. CD+DVD라는 것이 있기도 하지만, DVD싱글은 아예 처음부터 DVD를 붙이고 나온다.
- 초회한정반(CD+DVD)·통상판(CD+DVD)으로 2가지 타입으로 발매되었다.
- 싱글이지만, 미니 앨범 같은 수준으로 곡이 수록되었다(통상판은 7곡, 초회한정반은 8곡).
- 프로모션 기간에는 〈常夏VIBRATION〉으로 활동하였다.

## 수록곡

### 통상반
DVD
1. 〈常夏VIBRATION〉music clip
2. 〈常夏VIBRATION〉Favorite Choice Clip

CD
1. 常夏VIBRATION
  - 작사/작곡/편곡：와타나베 미라이, Chorus Arrangement：스즈키 히로아키
  - V6 전원 출연 버라이어티 프로그램 TBS계열 《학교에 가자!MAX》 테마 송
2. プールサイド・マーメイド
  - 작사/작곡：아사리 신고, 편곡：도산 하야부사, Chorus Arrangement：스즈키 히로아키
3. DIVE
  - 작사/작곡：이오카 타카시, 편곡：CHOKKAKU
4. nostalgie
  - 작사：Shihomi, 작곡/편곡：e-lect
5. 心からの歌
  - 작사：키노시타 토모야, 작곡：콘도 카오루, 편곡：Tomoki Izumiya, Chorus Arrangement：스즈키 히로아키
6. VOLTAGE
  - 작사：Miyako, 작곡：BOUNCEBACK, 편곡：REO, Chorus Arrangement：스즈키 히로아키
7. サンキュー ! ミュージック !
  - 작사：키노시타 토모야, 작곡：HIKARI, 편곡：쿠메 야스타카, Chorus Arrangement：스즈키 히로아키

### 초회한정반
DVD
1. Image Of "VIBES"
  - 작곡/편곡：토리우미 타케시
2. 〈常夏VIBRATION〉music clip
3. 〈常夏VIBRATION〉Favorite Choice Clip

CD
1. 常夏VIBRATION
2. プールサイド・マーメイド
3. DIVE
4. nostalgie
5. 心からの歌
6. VOLTAGE
7. サンキュー ! ミュージック !
8. きっとよくなる
  - 작사：키노시타 토모야, 작곡：요시카와 케이, 편곡：Michitomo, Chorus Arrangement：스즈키 히로아키